# Hidagebergte
Het Hidagebergte (Japans: 飛騨山脈, Hida Sanmyaku) of Noordelijke Alpen (北アルプス, Kita Arupusu) is een Japanse bergrug die onderdeel vormt van de Japanse Alpen en zich uitstrekt over de prefecturen Nagano, Toyama en Gifu. De uitlopers strekken zich uit tot in de prefectuur Niigata. De naam 'Japanse Alpen' werd bedacht door de Britse mijnbouwingenieur William Gowland gedurende zijn periode in Japan, maar hij gebruikte de naam alleen voor het Hidagebergte. In de jaren erop werd de betekenis uitgebreid met het Kiso- en Akaishigebergte, die respectievelijk als de Centrale en de Zuidelijke Alpen bekendstaan.

## Geografie
Het Hidagebergte heeft de vorm van een grote Y. De zuidelijke pieken vormen de lagere delen van de Y-vorm en de noordelijke pieken twee parallelle rijen, die van elkaar worden gescheiden door een V-vormige vallei. Het is een van de steilste V-vormige valleien van Japan. In het centrale deel van het gebergte stroomt de Kuroberivier door de gelijknamige vallei. In deze rivier bevindt zich de boogvormige Kurobedam, de grootste stuwdam van Japan. De westelijke arm van het gebergte, dat ook wel bekendstaat als de Tateyamapieken (立山連峰, Tateyama Renpō), wordt gedomineerd door de bergpieken Tsurugi en Tate. De oostelijke arm, die ook wel bekendstaat als de Ushiro Tateyamapieken (後立山連峰, Ushiro Tateyama Renpō), wordt gedomineerd door de bergpieken Shirouma en Kashimayari.

## Belangrijke pieken
- Shirouma (2932 meter)
- Kashimayari (2889 meter)
- Tate (3015 meter)
- Tsubakuro (2763 meter)
- Tsurugi (2999 meter)
- Noguchigoro (2924 meter)
- Yari (3180 meter)
- Hotaka (3190 meter)
- Norikura (3026 meter)
- Ontake (3067 meter)

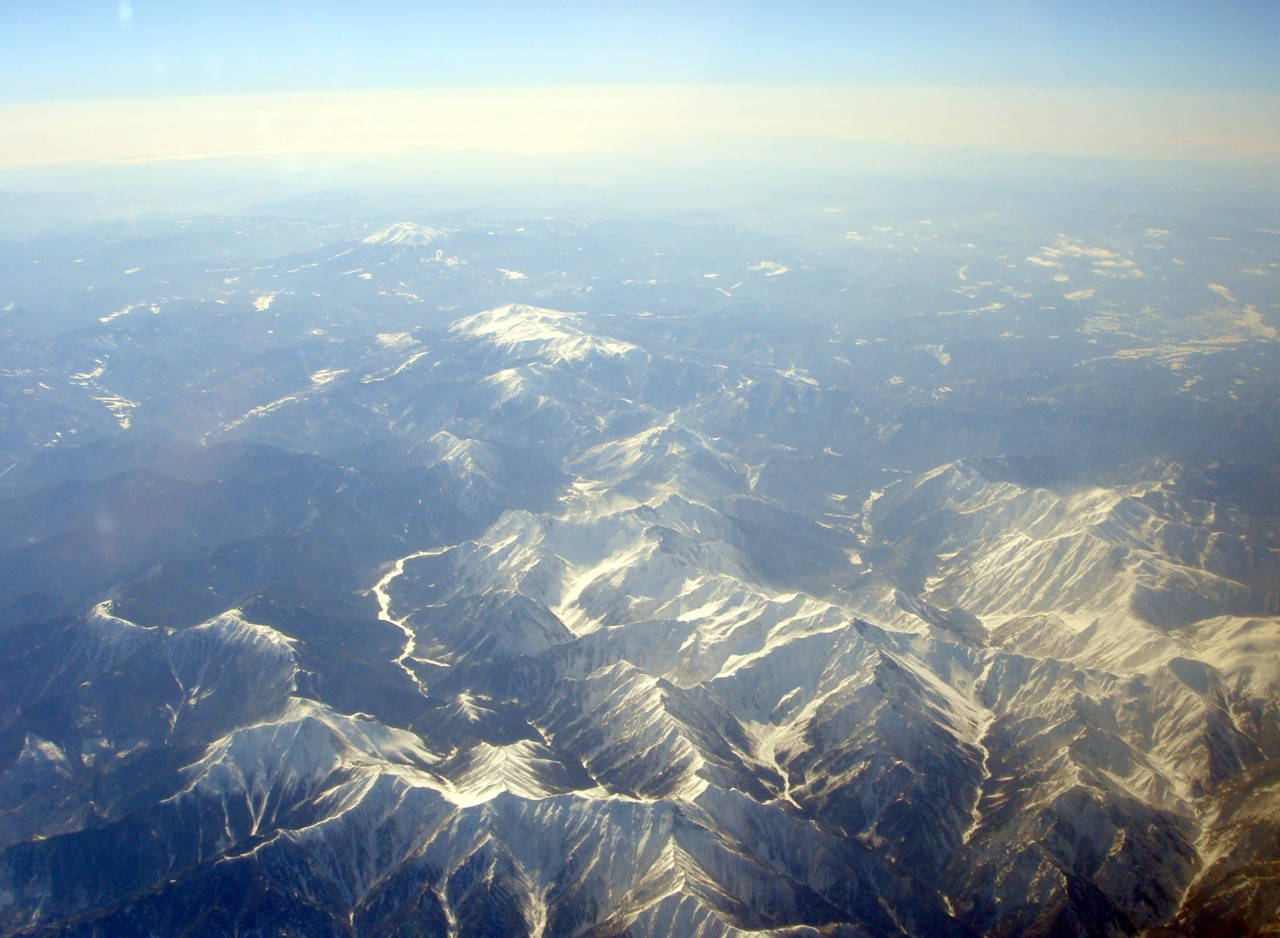
Zuidelijke helft van het Hidagebergte
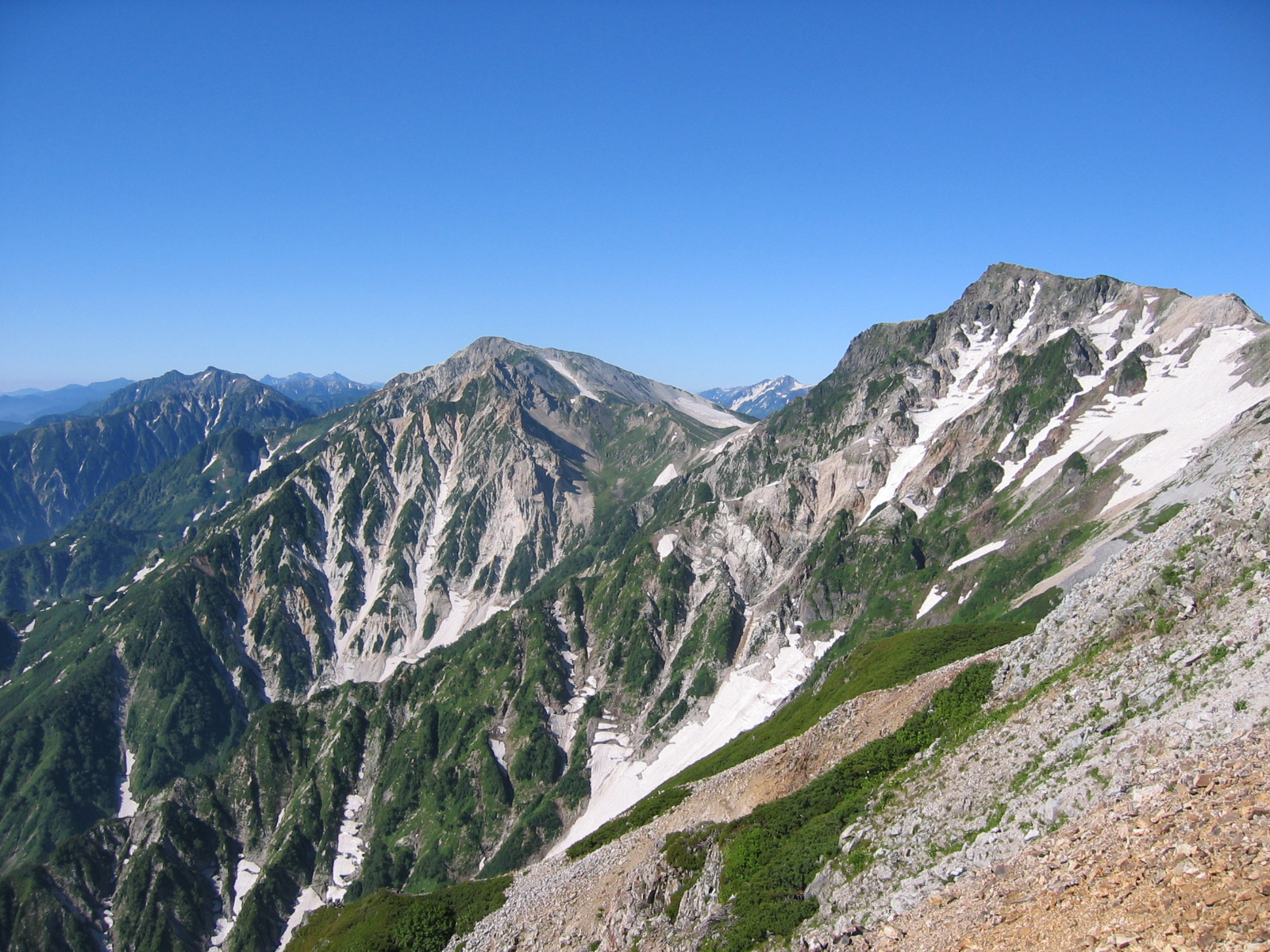
De bergpiek Shirouma

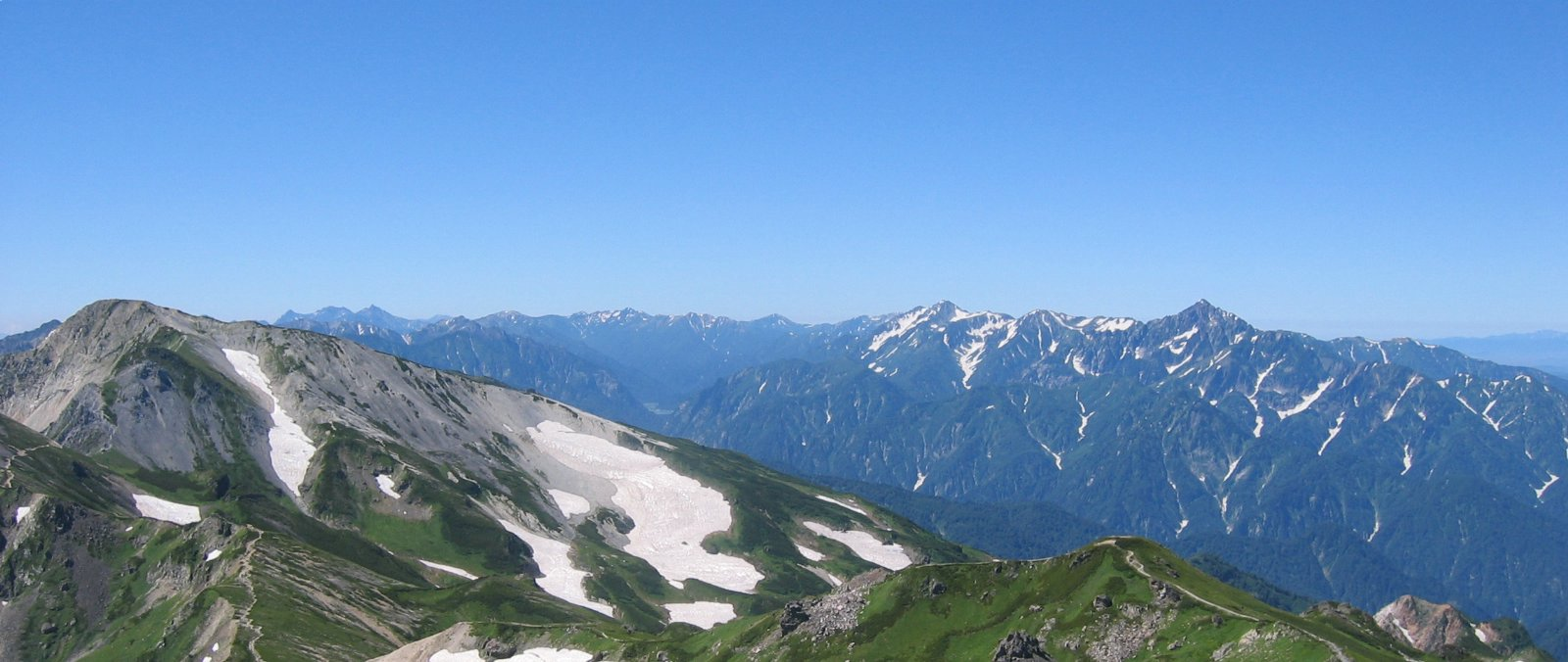
De bergpiek Tateyama
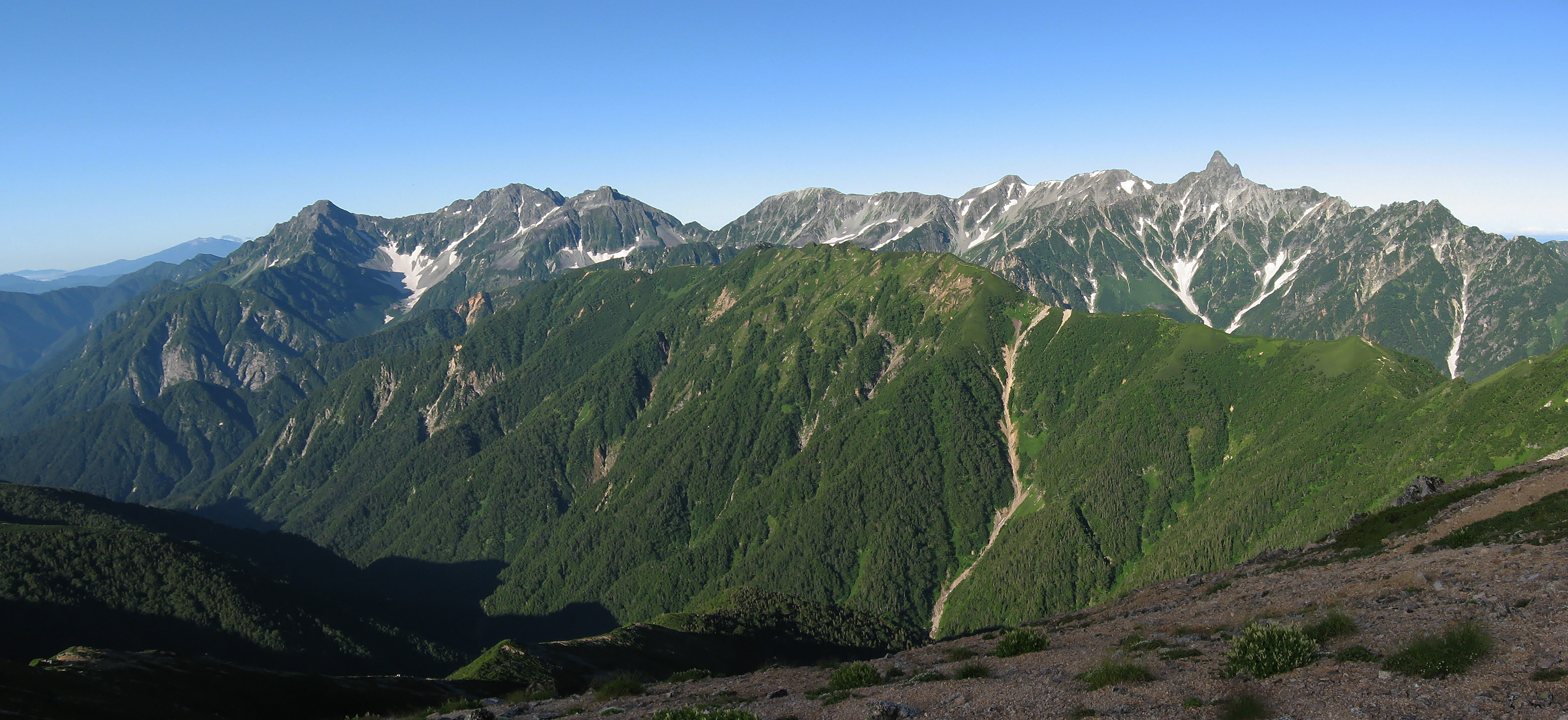
De bergpieken Yari en Hotaka